# Grupo de los 15
El Grupo de los 15 (G-15) nació en 1989 al término de la IX Conferencia de los países No Alineados realizada en Belgrado. Está integrado por 17 países en desarrollo.
Los objetivos del G-15 son servir de foro de consultas, con miras a la coordinación de políticas y acciones principalmente en el ámbito económico y del desarrollo; posibilitar un diálogo Norte-Sur para abordar los desafíos del desarrollo de manera constructiva y de beneficio mutuo; e identificar y poner en práctica nuevos esquemas para la cooperación Sur-Sur.  Se intentaba establecer un mecanismo del Sur que interactuara con el G-8.
El órgano principal del Grupo es la Cumbre Anual de Jefe de Estado y/o Gobierno.  En esta tiene lugar un intercambio de puntos de vista sobre temas políticos y económicos de la agenda mundial, al cabo del cual se adopta una Declaración Conjunta.
El Grupo atraviesa por una crisis por no haber cumplido con los objetivos para los cuales fue creado, lo cual le ha hecho perder credibilidad.  En los últimos años se incrementaron las críticas al interior del Grupo respecto a la eficacia y utilidad de un Foro en que sus integrantes sostienen posiciones muy difíciles de conciliar.
El G-15 ha implementado 20 proyectos. Algunos, tuvieron interesantes perspectivas.  Por ejemplo, la creación de un “Centro de Intercambio de Datos sobre Inversión, Comercio y Tecnología en el Sur (SITTDEC)” de 1992, coordinado por Malasia, o el de “Transferencia de Tecnología para el Desarrollo” de 1994 coordinado por Senegal.  En el presente todos estos proyectos están paralizados por carencia de financiamiento, falta de seguimiento o no envío de información respecto de su ejecución.

## Países miembros
Los países miembros son los siguientes:
- Argelia
- Argentina
- Brasil
- Chile
- Egipto
- India
- Indonesia
- Irán
- Jamaica
- Kenia
- Malasia
- México
- Nigeria
- Senegal
- Sri Lanka
- Venezuela
- Zimbabue

## Cumbres del G-15
|                      | Fecha                             | País anfitrión | Ciudad anfitriona | Anfitrión                |
| -------------------- | --------------------------------- | -------------- | ----------------- | ------------------------ |
| 1.ª Cumbre del G-15  | 1–3 de junio de 1990              | Malasia        | Kuala Lumpur      | Mahathir Mohamad         |
| 2.ª Cumbre del G-15  | 27–29 de noviembre de 1991        | Venezuela      | Caracas           | Carlos Andrés Pérez      |
| 3.ª Cumbre del G-15  | 21–23 de noviembre de 1992        | Senegal        | Dakar             | Abdou Diouf              |
| 4.ª Cumbre del G-15  | 28–30 de marzo de 1994            | India          | Nueva Delhi       | P. V. Narasimha Rao      |
| 5.ª Cumbre del G-15  | 5–7 de noviembre de 1995          | Argentina      | Buenos Aires      | Carlos Menem             |
| 6.ª Cumbre del G-15  | 3–5 de noviembre de 1996          | Zimbabue       | Harare            | Robert Mugabe            |
| 7.ª Cumbre del G-15  | 28 octubre–5 de noviembre de 1997 | Malasia        | Kuala Lumpur      | Mahathir Mohamad         |
| 8.ª Cumbre del G-15  | 11–13 de mayo de 1998             | Egipto         | El Cairo          | Hosni Mubarak            |
| 9.ª Cumbre del G-15  | 10–12 de febrero de 1999          | Jamaica        | Montego Bay       | Percival James Patterson |
| 10.ª Cumbre del G-15 | 19–20 de junio de 2000            | Egipto         | El Cairo          | Hosni Mubarak            |
| 11.ª Cumbre del G-15 | 30–31 de mayo de 2001             | Indonesia      | Yakarta           | Abdurrahman Wahid        |
| 12.ª Cumbre del G-15 | 27–28 de febrero de 2004          | Venezuela      | Caracas           | Hugo Chávez              |
| 13.ª Cumbre del G-15 | 14 de septiembre de 2006          | Cuba           | La Habana         | Raúl Castro              |
| 14.ª Cumbre del G-15 | 17 de mayo de 2010                | Irán           | Teherán           | Mahmud Ahmadineyad       |
| 15.ª Cumbre del G-15 | 2012                              | Sri Lanka      | Colombo           | Mahinda Rajapaksa        |